# Contea di Meade (Kentucky)
La contea di Meade in inglese Meade County è una contea dello Stato del Kentucky, negli Stati Uniti. La popolazione al censimento del 2000 era di 26 349 abitanti. Il capoluogo di contea è Brandenburg